# Ronde van Frankrijk 2020/Veertiende etappe
De veertiende etappe van de Ronde van Frankrijk 2020 werd verreden op 12 september met start in Clermont-Ferrand en finish in Lyon. Bij de finish mocht in de laatste 300 meter geen publiek aanwezig zijn omdat de Franse autoriteiten het gebied rond Lyon als 'code rood' hadden aangemerkt vanwege de Coronacrisis in Frankrijk.
| Clermont-Ferrand – Lyon (194,0 km) |                      |                  |          |
| Plaats                             | Naam                 | Ploeg            | Tijd     |
| 1                                  | Søren Kragh Andersen | Team Sunweb      | 4u28'10" |
| 2                                  | Luka Mezgec          | Mitchelton-Scott | + 15"    |
| 3                                  | Simone Consonni      | Cofidis          | z.t.     |
| 4                                  | Peter Sagan          | BORA-hansgrohe   | z.t.     |
| 5                                  | Casper Pedersen      | Team Sunweb      | z.t.     |
| 6                                  | Jasper Stuyven       | Trek-Segafredo   | z.t.     |
| 7                                  | Matteo Trentin       | CCC Team         | z.t.     |
| 8                                  | Oliver Naesen        | AG2R La Mondiale | z.t.     |
| 9                                  | Sonny Colbrelli      | Bahrain McLaren  | z.t.     |
| 10                                 | Marc Hirschi         | Team Sunweb      | z.t.     |
|                                    |                      |                  |          |
| 26                                 | Tom Dumoulin         | Team Jumbo-Visma | z.t.     |

| Algemeen klassement |                    |                       |            |
| Plaats              | Naam               | Ploeg                 | Tijd       |
| Gele trui           | Primož Roglič      | Team Jumbo-Visma      | 61u03'00"  |
| 2                   | Tadej Pogačar      | UAE Team Emirates     | + 44"      |
| 3                   | Egan Bernal        | Team INEOS Grenadiers | + 59"      |
| 4                   | Rigoberto Urán     | EF Education First    | + 1'10"    |
| 5                   | Nairo Quintana     | Arkéa Samsic          | + 1'12"    |
| 6                   | Miguel Ángel López | Astana Pro Team       | + 1'31"    |
| 7                   | Adam Yates         | Mitchelton-Scott      | + 1'42"    |
| 8                   | Mikel Landa        | Bahrain McLaren       | + 1'55"    |
| 9                   | Richie Porte       | Trek-Segafredo        | + 2'06"    |
| 10                  | Enric Mas          | Movistar Team         | + 2'54"    |
|                     |                    |                       |            |
| 12                  | Tom Dumoulin       | Team Jumbo-Visma      | + 4'32"    |
| 29                  | Wout van Aert      | Team Jumbo-Visma      | + 1u04'52" |

## Opgaven
- Romain Bardet (AG2R La Mondiale); liep bij een val in de dertiende etappe een hersenschudding op en ging niet van start
- Pierre Latour (AG2R La Mondiale); afgestapt

1e etappe ·
2e etappe ·
3e etappe ·
4e etappe ·
5e etappe ·
6e etappe ·
7e etappe ·
8e etappe ·
9e etappe ·
10e etappe ·
11e etappe ·
12e etappe ·
13e etappe ·
14e etappe ·
15e etappe ·
16e etappe ·
17e etappe ·
18e etappe ·
19e etappe ·
20e etappe ·
21e etappe
Startlijst · Eindstanden · Afbeeldingen